# Detachement
Ein Detachement ist eine kleinere Truppenabteilung, die aus dem Verband eines größeren Heerkörpers zur Lösung einer selbstständigen Kriegsaufgabe abgezweigt ist. Diese Aufgabe kann sein: Bedeckung eines Konvois, Beobachtung von feindlichen Truppen, Flankensicherung eines Heeres. 
Mit dem Begriff Detachement ist meist der Umstand verknüpft, dass das betreffende Truppenkorps wegen der selbständigen Aufgabe aus Abteilungen verschiedener Waffengattungen zusammengesetzt ist.
Die Bildung eines Detachements schwächt immer die Haupttruppe und wird daher nur nach eingehender Prüfung der Notwendigkeit durchgeführt.